# Tirreno-Adriatico 1995
Tirreno-Adriatico 1995 est la 30e édition de la course cycliste par étapes italienne Tirreno-Adriatico. L’épreuve se déroule entre le 8 et le 15 mars 1995, sur un parcours de 1 422,0 km.
Le vainqueur de la course est l’Italien Stefano Colagè (ZG Mobili).

## Classements des étapes
| Étape | Date    | Villes étapes                        | km    | Vainqueur d’étape   | Leader du classement général |
| ----- | ------- | ------------------------------------ | ----- | ------------------- | ---------------------------- |
| 1     | 8 mars  | San Giuseppe Vesuviano - Pompei      | 174,0 | Erik Zabel          | Erik Zabel                   |
| 2     | 9 mars  | Cassino - Ferentino                  | 182,0 | Maximilian Sciandri | Maximilian Sciandri          |
| 3     | 10 mars | Anagni - Santa Marinella             | 167,0 | Nicola Minali       | Maximilian Sciandri          |
| 4     | 11 mars | Santa Severa - Sorano                | 200,0 | Stefano Colagè      | Stefano Colagè               |
| 5     | 12 mars | Porto S.Stefano - Soriano nel Cimino | 175,0 | Gianluca Pierobon   | Stefano Colagè               |
| 6     | 13 mars | Terni - Comunanza                    | 180,0 | Nicola Minali       | Stefano Colagè               |
| 7     | 14 mars | Monte Urano - Torre San Patrizio     | 180,0 | Stefano Zanini      | Stefano Colagè               |
| 8     | 15 mars | S.B del Tronto - S.B del Tronto      | 164,0 | Jan Svorada         | Stefano Colagè               |

## Classement général
|    | Cycliste           | Pays   | Équipe              | Temps            |
| -- | ------------------ | ------ | ------------------- | ---------------- |
| 1  | Stefano Colagè     | Italie | ZG Mobili           | 37 h 35 min 39 s |
| 2  | Maurizio Fondriest | Italie | Lampre-Panaria      | + 22 s           |
| 3  | Dimitri Konyshev   | Russie | Aki                 | + 27 s           |
| 4  | Davide Rebellin    | Italie | MG Maglificio       | + 29 s           |
| 5  | Michele Coppolillo | Italie | Navigare-Blue Storm | + 43 s           |
| 6  | Gabriele Colombo   | Italie | Gewiss-Ballan       | + 49 s           |
| 7  | Massimiliano Lelli | Italie | Mercatone Uno-Saeco | + 52 s           |
| 8  | Simone Borgheresi  | Italie | Amore & Vita        | + 57 s           |
| 9  | Beat Zberg         | Suisse | Carrera             | + 1 min 01 s     |
| 10 | Luca Gelfi         | Italie | Brescialat          | + 1 min 01 s     |